# Піскун Віктор Федорович
Віктор Федорович Піскун (10 листопада 1939, Донецьк) — український скульптор. Член Національної спілки художників України з 1972 року.

## Біографічні відомості
Віктор Піскун народився в Донецьку.
У 1966 році закінчив Ташкентське республіканське художнє училище імені П. Бенькова. Педагог — П. Мартаков. Скульптор.

## Творчість
Пам'ятники у Донецьку роботи Віктора Піскуна:
- 1998 — Бравий солдат Швейк
- 2001 — Пам'ятний барельєф поетові Василеві Стусу (архітектор Леонід Бринь)
- 2006 — Пам'ятник герою-рятівнику (з синами Федором і Володимиром)
- 2009 — Пам'ятник Ватутіну

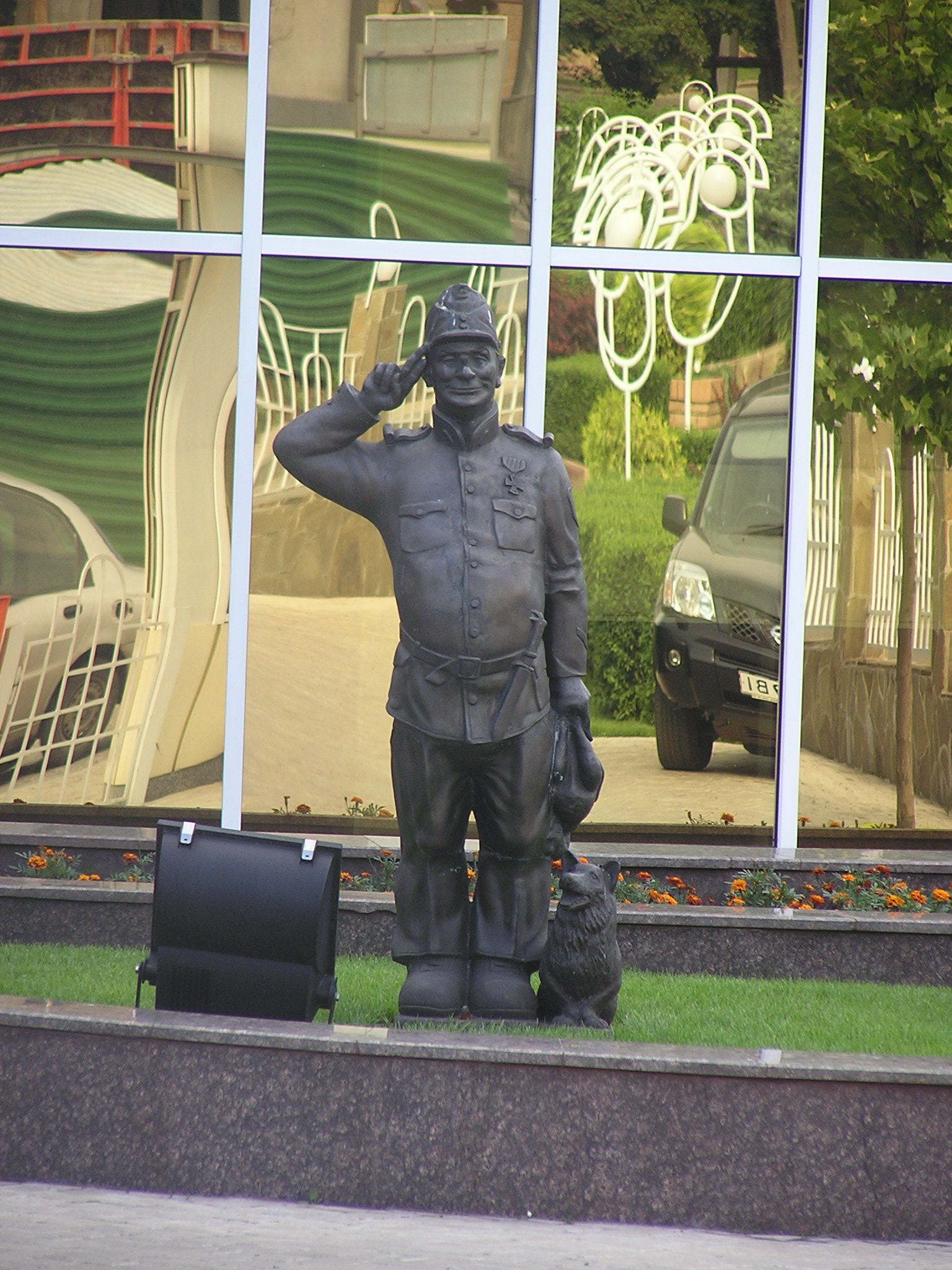
Бравий солдат Швейк
Пам'ятник Ватутіну

Пам'ятники Макіївки:
- Меморіал подвигу шахтарям Макіївки.
- Воїнам-інтернаціоналістам, загиблим в Афганістані.

Інші роботи: «Пастух» (1972), «Материнська скорбота» (1973).
Також Віктор Піскун зробив ескіз погруддя коваля Юзівського металургійного заводу Олексія Івановича Мерцалова.
Проєкт Піскуна посів перше місце в конкурсі проєктів пам'ятника 250 донецьким воїнам-шахтарям, героїчно полеглим при обороні Одеси
Проєкт Піскуна посів перше місце в конкурсі проєктів пам'ятника генералу Ватутіну в Донецьку
У 2011–2012 роках брав участь у конкурсі проєктів пам'ятника Сергію Єсеніну. Робота Віктора Піскуна посіла перше місце.